# El Puig (Palau de Santa Eulàlia)
El Puig és una muntanya de 124 metres que es troba al municipi del Palau de Santa Eulàlia, a la comarca catalana de l'Alt Empordà.